# 長友啓典
長友 啓典（ながとも けいすけ、1939年4月8日 - 2017年3月4日）は、日本のグラフィックデザイナー。東京造形大学客員教授。

## 来歴・人物
大阪府大阪市阿倍野区に生まれる。大阪府立天王寺高等学校卒業後、浜松市に本社を置く鉄工所に旋盤工としての勤務を経て上京し、倉庫番、機械の修理工など職を転々とする。
20歳の時、当時勤務していた会社の社長の息子がアメリカ帰りのグラフィックデザイナーだったことから、当時桑沢デザイン研究所を紹介され、ここで恩師・田中一光に出会うと共に、田中からエディトリアルデザインを学ぶ。日宣美の入選を経て、田中に早川良雄を紹介され、早川の下で色彩感覚を身につける。またここでのちにK2を設立することになる黒田征太郎と出会う（のちに黒田は武者修行として一年半の間、ニューヨークへ渡る）。
その後1963年に日本デザインセンターに入社、当時の上司だった山城隆一の下で作業をこなす傍ら、1967年にジャンセンのポスターで日宣美賞を受賞。時を同じくして黒田もニューヨークから帰国する。その後、日本デザインセンターを退社し、黒田と共にK2を設立。エディトリアル、各種広告、イベント会場構成のアートディレクター、小説の挿絵、エッセイ連載など多方面で活躍。また、有限責任中間法人「ロハスクラブ」理事を務めた。
2017年3月4日、死去。77歳没。

## 経歴
- 1967年 - 日宣美賞受賞
- 1969年 - 黒田征太郎とK2設立
- 1982年 - 「K2文化の金字塔展」開催
- 1984年 - 講談社出版文化賞さしえ賞受賞
- 1987年 - 桑沢デザイン研究所の同窓生、青葉益輝、浅葉克己と三人展「○△口展」開催。（○=長友、△=浅葉、口=青葉）
- 1992年 - 「ともかく挿絵展」開催
- 1994年 - 「野坂昭如/戦争童話集」映像化プロジェクト開始
- 2001年 - 第22回日本宣伝賞山名賞受賞
- 2002年 - 「ウミガメと少年」アニメーション化アートディレクション、「長友啓典展」開催
- 2006年 - 講談社出版文化賞ブックデザイン賞受賞

## 著書
- 成功する名刺デザイン（2008年、講談社）
- 装丁問答（2010年、朝日新書）